# 7266 Trefftz
Trefftz (asteróide 7266) é um asteróide da cintura principal, a 2,0981943 UA. Possui uma excentricidade de 0,142054 e um período orbital de 1 396,92 dias (3,82 anos).
Trefftz tem uma velocidade orbital média de 19,04582942 km/s e uma inclinação de 2,88228º.
Este asteróide foi descoberto em 29 de Setembro de 1973 por Cornelis van Houten, Ingrid van Houten-Groeneveld, Tom Gehrels.